# Kościół św. Jana Chrzciciela w Łącku
Kościół Świętego Jana Chrzciciela – rzymskokatolicki kościół parafialny należący do parafii pod tym samym wezwaniem (dekanat Łącko diecezji tarnowskiej).
Obecna świątynia została wzniesiona przed 1720 rokiem. W tym samym roku została konsekrowana przez Jana Tarłę biskupa kijowskiego. Zapewne około 1748 roku do świątyni zostały dobudowane nawy boczne. W latach 1930–35 świątynia została powiększona według projektu Franciszka Mączyńskiego. Podczas tej rozbudowy zostało przedłużone prezbiterium, dobudowane zostały po jego bokach dwie kaplice oraz dwie przybudówki mieszczące zakrystie.
Jest to budowla barokowa, przebudowana w stylu modernistycznym. Składa się z trójnawowego korpusu bazylikowego i wydłużonego dwuczłonowego prezbiterium, zamkniętego ścianą prostą. Po bokach prezbiterium od stron: północnej i południowej dobudowane są dwie kaplice, z nich północna posiada półkolistą apsydę oraz mieści dwie zakrystie. Do korpusu nawowego od strony zachodniej jest dostawiona wieża na planie kwadratu, podzielona gzymsami na cztery kondygnacje i nakryta baniastym barokowym dachem hełmowym z latarnią. Prezbiterium, nawę główną i kaplicę południową nakrywają dachy dwuspadowe, nawy boczne dachy jednospadowe, przybudówki zakrystyjne dachy wielospadowe natomiast nad kaplicą północną jest umieszczona kopuła z latarnią. We wnętrzu nawy głównej i starszej części prezbiterium znajdują się sklepienia kolebkowe z lunetami, we wnętrzu naw bocznych oraz w dobudowanej części prezbiterium są umieszczone sklepienia kolebkowo-krzyżowe, z kolei w kaplicy północnej znajduje się pozorna kopuła. Wewnątrz nawa główna otwiera się do naw bocznych półkolistymi arkadami filarowymi. W wejściu do kaplicy jest umieszczony kamienny barokowy portal powstały w 1. połowie XVIII wieku. Na zewnątrz w wejściach do wieży i naw bocznych znajdują się trzy portale kamienne, w stylu barokowym, wykonane w XVIII wieku. Polichromia o motywach figuralnych i ornamentalnych została namalowana przez Franciszka Walczowskiego w 1958 roku.
Ołtarz główny w stylu manierystycznym został powstał w 1621 roku i został wykonany przez snycerza Baltazara Kuncza z Kleparza dla kościoła klarysek w Starym Sączu, uzupełniony jest po bokach późnobarokowymi bramkami wykonanymi w połowie XVIII wieku. W polu środkowym ołtarza znajduje się barokowy obraz Matki Bożej Śnieżnej z przełomu XVII i XVIII wieku, natomiast w zwieńczeniu jest umieszczony św. Michał Archanioł, w stylu barokowym, powstały w XVIII wieku, na bramkach z kolei znajdują się obrazy świętych Mikołaja i Stanisława biskupa, w stylu barokowym, powstałe w XVIII wieku. Świątynia posiada cztery ołtarze boczne: pierwszy znajduje się w kaplicy północnej, w stylu późnobarokowym, powstały w 2. połowie XVIII wieku, jest ozdobiony obrazem Matki Bożej Różańcowej namalowanym w 2. połowie XIX wieku; drugi znajduje się w kaplicy południowej w stylu manierystycznym, powstały w 1. połowie XVII wieku, jest ozdobiony współczesnymi mu obrazami: Ukrzyżowania w polu centralnym, Matki Bożej Bolesnej w zwieńczeniu oraz Chrystusa opłakiwanego przez aniołów w predelli; trzeci znajduje się w lewej nawie bocznej w stylu późnomanierystycznym, powstały na początku XVII wieku, jest ozdobiony obrazem Serca Jezusa w polu centralnym i barokowym obrazem Najświętszej Maryi Panny Niepokalanie Poczętej namalowanym w 1694 roku w zwieńczeniu; czwarty znajduje się w prawej nawie w stylu wczesnobarokowym, powstały w 1. połowie XVII wieku, jest ozdobiony czterema obrazami świętych z 1. połowy XVII wieku znajdującymi się w polach bocznych. Chrzcielnica kamienna, w stylu gotyckim pochodzi z 1493 roku. Ambona późnobarokowa powstała w 2. połowie XVIII wieku i posiada obraz Chrztu w Jordanie w zaplecku. Prospekt organowy w stylu późnobarokowym powstał w XVIII wieku. Organy o 15 głosach zostały wykonane w latach 1894-1902 przez Tomasza Falla ze Szczyrzyca. Konfesjonały i ławy powstały po 1945 roku. Kościół posiada trzy dzwony, z których jeden „Jan” został wykonany w Odlewni dzwonów Felczyńskich w Przemyślu w 1950 roku, natomiast pozostałe dwa: „św. Michał Archanioł” o masie 960 kilogramów i „św. Józef” o masie 320 kilogramów zostały odlane przez Fr. Kubicę i Fr. Drozda z Dąbrowy Górniczej.